# Locuințe tradiționale turcești
Locuințele tradiționale turcești sunt clădiri cu două etaje din lemn, având dedesubt un soclu din piatră sau cărămidă, acoperișuri în pantă și un număr relativ mare de ferestre cu deschidere spre exterior. Erau construite din lemn (cherestea, nuiele) sau din chirpici și de aceea nu au rezistat intemperiilor, însă rămân un punct de referință pentru istoria arhitecturală turcă. Locuințe din zona Anatoliei care să aibă peste 150-200 de ani se găsesc greu. În pofida acestor impedimente s-au făcut multe cercetări  pentru a determina, în urma studierii planurilor caselor, dezgropate de arheologi sau din pură coincidență, o primă clasificare a tipurilor de locuințe. 

## Clasificarea stilurilor de locuințe turcești
Aceste case se încadrează în următoarele trei stiluri diferite de locuințe: 
1. Locuință tip Anatolia.
2. Locuință tip Adrianopole.
3. Locuința tip Istanbul.

Efectul plastic al caselor, ca o consecință arhitectonică a planului, reprezintă singura deosebire între cele trei case. De asemenea primele edificii turcești se distingeau cu mare ușurință de cele bizantine. 
Caracterul asiatic proeminent este întâlnit foarte des în locuințele din regiunea Anatoliei, care pot fi împărțite și ele în două categorii:
- Locuință de tip anatolian de nord
- Locuință de tip anatolian de sud.

Din cauza faptului că în Turcia sunt patru tipuri de climă (mediteraneană, continental-excesivă,continental-temperată și subtropicală) au fost necesare schimbări de stil, care să preîntâmpine aceste deosebiri climaterice sensibile.
Locuințele de tip Adrianopole sub aspectul stilului și al avantajelor practice se asemănau cu cele din Bursa, în schimb cele din Istanbul  erau complet diferite față de cele două amintite mai sus. 
Cutumele, învățăturile religioase musulmane și pretenția dictată de religie de a separa femeile de bărbați le-a oferit constructorilor turci oportunitatea de a crea un model aparte de locuințe. 

## Arhitectura și interiorul locuințelor tradiționale turcești
Partea din casă în care stăteau și își desfășurau activitatea femeile se numea ''harem'', iar cea destinată bărbaților se numea ''selamlık'', toate camerele aflându-se sub același acoperiș. Această divizare răspunde stilului androniki și gynecee aparținând vechilor case grecești.
În cazul conacelor selamlık-ul și haremul reprezentau două corpuri separate legate printr-un coridor numit mabein. În cadrul acestor lucuințe se găsea și o cameră de oaspeți.  Din cauza faptului că aceste două parți principale ale locuinței erau în realitate două clădiri distincte, ele aveau dependințe, scări și curți separate. În cazul unor case comunicarea între aceste două clădiri se făcea prin intermediul unui pasaj acoperit, asemenea unui pod suspendat. 
Etajul superior era văzut ca locul de onoare al clădirii și era destinat stăpânului casei și oaspeților importanți. Intrarea se făcea printr-o curte, iar parterul, care cuprindea și vestibulul  era rezervat servitorilor.  Aceste case dispuneau de cel mult trei etaje, care aveau balcoane proeminente pe zidurile clădirii. Fiecare selamlık și harem deținea o ușă prin care se intra într-o sală, ce se întindea pe întregul etaj superior. Trecerea la etajul superior se făcea prin intermediul unei scări având lățimea palierului. În Asia Mică aceste scări nu au o mare însemnătate arhitecturală. De jur- împrejurul curților marilor conace se aflau camerele intendentului, eunucilor, valeților și servitorilor. De obicei bucătăria era izolată. În grădină, pe lângă clădirea centrală, se găsea și un foaier prezentând forma unui arc boltit, unde se aflau mai multe compartimente, ca de exemplu camera pentru veselă. Grajdurile, rezervorul cu apă și baia erau mereu izolate. Doar baia era alipită clădirii principale, celelalte două situându-se la o distanță considerabilă. La fiecare etaj exista un hol mare, iar de jur-împrejur erau camerele. Mai existau și o firidă pentru a depozita anumite obiecte de mărimi mai mici, o încăpere pentru încălțăminte și vizavi de camera de oaspeți se afla o alta, unde erau așezate diferite pipe și narghilele, iar lângă ușă existau și câteva etajere pentru a ține turbanele.
O cameră avea în mijloc un mangal (vas cu cenușă și jeratic pentru fumători), iar pe pereți erau atârnate un orologiu, un covor și rame cu inscripții sacre sau aforisme. 
Turcii osmanlı, asemenea japonezilor și chinezilor nu aveau camere separate pentru dormit și pentru a lua masa. Acest obicei de a improviza era adus din Asia Centrală.  Un dormitor putea fi imediat transformat într-o sală de mese odată cu punerea pe jos a unei saltele sau a unei măsuțe joase și rotunde din aramă sau bronz. De abia în urmă cu un secol și jumătate s-a introdus în Turcia sistemul de interioare numit alafranga (stil francez). Camerele numite sofa erau mobilate cu covoare. Fiecare fereastra avea un kafes (un fel de jaluzea ) pentru ca femeile să nu fie văzute de afară, în schimb ele puteau să vadă în afară. Aceste jaluzele erau compuse dintr-un sistem de bețe înguste atașate diagonal sau perpendicular în crestătura unei rame dreptunghiulare cu o distanță de 2-3 cm între ele.
Pentru a masca silueta femeii care se uita afară, în partea exterioară a jaluzelei se aplica o pictură reprezentând arbori sau alte plante. Se putea privi de afară în cameră printr-un singur orificiu prevăzut cu un rondel aflat în centrul jaluzelei. Lumina pătrundea propriu-zis în camere prin intermediul unor mici ferestre situate deasupra celor mari. Aceste ferestre multicolore care provocau un efect de lumină în interior aveau și unele inconveniente, cum ar fi decolorarea mobilei și a pereților din cauza căldurii și a luminii care pătrundea în cameră. Pentru soluționarea acestei probleme se puneau jaluzele sau geamuri duble dintre care unul era mat. O altă soluție pentru rezolvarea acestui inconvenient erau etajele teșite și streașinile largi. Turcii osmanlı dețineau un tip de mobilier cu totul și cu totul original, numit dulap turnant, un mobilier, care avea forma unei cutii cilindrice. Acesta era gol, acoperit pe o singură parte și pironit pe un pivot în interiorul peretelui cu scopul de a separa haremul de selamlık. 

## Decorarea locuințelor
Decorul interioarelor este mai puțin sever, fiind cu mult diferit față de monumentele religioase. Lemnul folosit în locuințe reprezenta partea cea mai împodobită a casei, un exemplu clar al acestui lucru era tavanul, care la margine avea aplicate flori stilizate. Plafonul era fragmentat in carouri de mici dimensiuni alcătuite din bețe subțiri ce mascau intersecțiile plașelor. Fondul tavanului era verde, iar bețișoarele erau roșii. Partea din mijloc a plafonului era împărțită în figuri geometrice hexagonale și octogonale. Căsuțele compuse din fețele colorate și marginea tavanului erau ornate cu flori pictate cu auriu, copiind chenarele manuscriselor și coperțile cărților. 
Astfel de plafoane de o mare însemnătate artistică pot fi întâlnite și astăzi în Ankara, Edirne și Bursa, în schimb sunt aplicate motive decorative aparținând epocilor recente: baroc și imperial. Influența artei europene este mult mai pregnantă în Istanbul, Edirne] și în împrejurimi decât în Zona Anatoliei.
Farmecul și imaginea pitorească specifice Turciei se reflectă și în casele mai fastuoase din lemn, asemenea unor mici palate, de obicei pe malurile Bosforului, numite yalı, un fel de reședințe de vacanță.Deși multe locuințe de acest fel au fost distruse de incendii, încă se mai găsesc numeroase exemple în cartierele mărginașe din Istanbul, Edirne, Bursa sau în orașe mici precum: Plovdin, Kastoria, Sarajevo, Berat în Balcani, Afyon, Kula, Birgi, Safranbolu și Antalya.

## Caracteristicile arhitecturii caselor otomane
Casele otomane turcești sunt ușor de recunoscut mulțumită caracteristicilor arhitecturale îndeajuns de pronunțate, după cum urmează:
1. Clădirile sunt construite din lemn sau chirpici, având cel mult trei etaje, unde predomină linia orizontală
2. Fiecare etaj este mai proeminent decât cel inferior,ieșind în afară și fiind sprijinit de grinzi și console groase
3. Acoperișul iese cu mult în afara zidurilor fațadei, fiind realizat din olane ( keremit ) și se aseamănă cu cel utilizat de bizantini
4. Streașina largă este decorată cu figuri geometrice alcătuite din șipci
5. Fațada casei este împodobită cu inscripții unde sunt scrise data construirii clădirii și cuvinte mistice împotriva spiritelor malefice, cutremurelor și incendiilor.[7]